# Teodoro Bossi
Teodoro Bossi (Milano, ... – Monza, aprile 1449) è stato un politico italiano del Rinascimento milanese.
Politico milanese fu tra i promotori, alla morte di Filippo Maria Visconti, della proclamazione della Repubblica Ambrosiana, avvenuta il 14 agosto del 1447.

Stemma dei Marchesi Bossi di Milano

## Biografia
Teodoro era figlio del consigliere ducale Antonio Bossi e nacque a Milano all'inizio del XV secolo, nella contrada di Porta Cumana, presso la parrocchia di Chiesa di San Tomaso in Terramara. Come suo padre, entrò ben presto a far parte dell'Aula ducale ed entrò inoltre nel Collegio dei Giuristi. Nel 1437 venne nominato procuratore di Filippo Maria Visconti per una missione a Genova. Nello stesso periodo ricevette assieme ai suoi fratelli diversi possedimenti dallo stesso duca. Nel 1445, divenuto amministratore ducale, si occupò della gestione della condotta del sale nel tratto di strada compreso tra Genova e Pavia che venne definitivamente concessa il 4 dicembre di quello stesso anno al conte Vitaliano Borromeo.
Dopo la morte di Filippo Maria Visconti, il 13 agosto 1447, assieme a Giorgio Lampugnano, Innocenzo Cotta, Antonio Trivulzio e altri giuristi, prese l'iniziativa di sollevare la folla milanese e di costituire la Repubblica Ambrosiana. Da quella data entrò in servizio come capitano del popolo, anche se dalla firma del trattato di Rivoltella (18 giugno 1448) con l'alleanza siglata tra Francesco Sforza e la Repubblica di Venezia, la situazione militare e politica ne veniva capovolta. Con l'elezione di Carlo Gonzaga a capitano del popolo, Teodoro si accorse ben presto che proprio questi stava tramando in combutta con lo Sforza per rovesciare la Repubblica e restaurare il potere ducale. Fu a questo punto che per evitare il peggio e salvaguardare i propri interessi, convinse il popolo milanese a sottomettersi allo Sforza, invitando contemporaneamente lo stesso ad entrare in città. Alcune sue lettere cifrate indirizzate a Francesco Sforza, ad ogni modo, vennero intercettate e per questo gli venne tesa una trappola: i vertici della Repubblica gli imposero una missione presso l'Imperatore alla ricerca di aiuti ma si trattava di un bluff. Appena fuori Milano, i soldati di scorta, anziché condurli a Como e da lì nell'impero, li condussero a Monza dove il Lampugnano venne immediatamente decapitato per tradimento, mentre il Bossi venne incarcerato e costretto a confessare i nomi degli altri cospiratori. Imprigionato e condannato a morte per crimini contro la patria, nel 1449 la pena venne commutata nel carcere a vita, anche se risulta già morto al maggio di quello stesso anno.

## Matrimonio e figli
Sposò Ursina de Siccis (successivamente risposatasi col conte Stefano Sanvitali), da cui aveva avuto tre figli:
- Laura, sposò Pietro Trivulzio, signore di Trivulzio Lodigiano
- Lucrezia
- Antonio, imprigionato con lui nel 1449 e poi scarcerato insieme con lo zio Luigi a patto che si ritirasse nelle terre di Carlo Gonzaga e non cospirasse più ai danni dello Stato.